# Caquetaia spectabilis
Caquetaia spectabilis es una especie de peces de la familia Cichlidae en el orden de los Perciformes.

## Morfología
Los machos pueden llegar alcanzar los 16,5 cm de longitud total.

## Reproducción
Los huevos son protegidos por ambos progenitores

## Hábitat
Es una especie de clima tropical entre 26 °C-27 °C de temperatura.

## Distribución geográfica
Se encuentran en Sudamérica:  cuenca del río Amazonas, río Araguari (Amapá, Brasil) y cuenca del río Branco en Brasil y Guayana.

## Observaciones
Es consumido a nivel local.